# Лёвино (Большесосновский район)
Лёвино — село в Большесосновском районе Пермского края. Административный центр Левинского сельского поселения.

## История
Населённый пункт известен как деревня с 1721 года. Селом стал в 1905 году, когда здесь была построена Пророко-Ильинская деревянная церковь.

## Географическое положение
Расположено примерно в 21 км к юго-востоку от административного центра района, села Большая Соснова, на реке Буть (правый приток реки Сива).

## Население
| 2010 |
| ---- |
| 321  |

## Улицы[3]
- Дорожная ул.
- Зелёная ул.
- Зелёный пер.
- Клубный пер.
- Луговая ул.
- Молодёжная ул.
- Мотовилиха ул.
- Олимпийская ул.
- Полевая ул.
- Специалистов ул.
- Центральная ул.

## Топографические карты
- Лист карты O-40-86 Черновское. Масштаб: 1 : 100 000. Состояние местности на 1983 год. Издание 1984 г.